# محمدعلی اعتمادی
محمدعلی اعتمادی آموزگار و نماینده شهر ری در دوره چهاردهم مجلس شورای ملی بود.
محمدعلی اعتمادی در دارالمعلمین مرکزی تهران تحصیل کرد و در دبستان عظیمیه شهر ری به تدریس پرداخت.  در انتخابات دوره چهاردهم مجلس شورای ملی که در شهرری دیرتر از دیگر حوزه‌های انتخابیه و پس از آغاز به کار مجلس، در تیر و امرداد ۱۳۲۳ برگزار شد، با کسب ۲۴۳۰ رأی از مجموع ۷۷۹۴ رأی که به صندوق‌ها ریخته شد، به مجلس راه یافت. 